# 274301 Вікіпедія
274301 Вікіпедія (274301 Wikipedia) — астероїд головного поясу, відкритий 25 серпня 2008 року в Андрушівській астрономічній обсерваторії (Україна).

## Відкриття
Астероїд був відкритий 25 серпня 2008 року о 22 год 47 хв 45 с (UTC) астрономами з Андрушівської обсерваторії «Липневий ранок». Тієї ж доби астероїд спостерігали ще тричі. Також було три спостереження наступної ночі. Нововідкрита мала планета отримала тимчасове позначення 2008 QH24 (2008 — рік відкриття, Q — ознака другої половини серпня, H24 — порядковий номер — 608-й астероїд, відкритий у другій половині серпня). 18 квітня 2011 року астероїд отримав номер 274301. А 27 січня 2013 року йому присвоєна назва Вікіпедія.
Встановлено, що астероїди, які раніше отримали позначення 1997 RO4 і 2007 FK34, є тим самим астероїдом 274301 Вікіпедія. Таким чином, Вікіпедія вперше спостерігалася 8 вересня 1997 року о 0 год 28 хв 38 с (UTC) в обсерваторії Коссоль (Франція).

## Характеристики
Астероїд Вікіпедія обертається на відстані близько 2,38 а. о. (356 млн км) від Сонця з періодом обертання 3,68 років. Ексцентриситет орбіти — 0,1455329, нахил орбіти — 6,73225°. 
Відповідно до стандартної зоряної величини 16,9, діаметр астероїда оцінюється у 1–2 км (за умови, що його альбедо лежить у межах 5–25%).

## Назва
Астероїд названий на честь вільної енциклопедії Вікіпедії. Офіційна присвята у «Циркулярі малих планет» (англ. Minor Planet Circular) № 82403:
| Вікіпедія це вільна, копілефтова, суспільно редагована онлайнова енциклопедія, заснована 2001 року. За 11 років її укладання вона стала одним із найбільших довідкових джерел та одним із найвідвідуваніших сайтів Інтернету. Її дописують ентузіасти зі всього світу понад 270 мовами. Оригінальний текст (англ.) Wikipedia is a free, copyleft, collaboratively edited online encyclopedia launched in 2001. In 11 years of its compilation it became one of the largest reference works and one of the most visited web-sites on the Internet. It is developed in more than 270 languages by enthusiasts from all over the world. |

Пропозиція назвати один із відкритих у Андрушівці астероїдів «Вікіпедія» надійшла від члена правління ГО «Вікімедіа Україна» Андрія Макухи.